# Rudolf Van de Perre
Rudolf Van de Perre  (Okegem bij Ninove, 27 juli 1934 - Jette, 6 mei 2023) was een Belgisch dichter, prozaïst en lid van de Koninklijke Academie voor Nederlandse Taal en Letteren.

## Levensloop
Rudolf van de Perre volgde de Grieks-Latijnse humaniora: de lagere cyclus aan het Sint-Aloysiuscollege in Ninove en de hogere cyclus aan het Sint-Jozefscollege in Aalst. Hij studeerde af aan de Rijksuniversiteit Gent als licentiaat in de Germaanse filologie. 
Hij werd leraar in het secundair onderwijs aan het Onze-Lieve-Vrouwecollege in Oudenaarde en het Sint-Vincentiusinstituut in Gijzegem. Van 1958 tot 1973 was hij ook stadsbibliothecaris in Ninove, in opvolging van zijn vader.

## Koninklijke Academie
In 1988 werd Van de Perre lid van de Koninklijke Academie voor Nederlandse Taal en Letteren, in opvolging van Maria Rosseels. In 2006 werd hij erelid en werd opgevolgd door Geert Van Istendael.
In 1997 was hij ondervoorzitter en in 1998 voorzitter van de academie. Binnen de academie hield hij zestien lezingen die werden gepubliceerd in de Verslagen en Mededelingen.
Hij werd ook lid van het Guido Gezellegenootschap.

## Publicaties
Hij publiceerde 26 boeken.
- Vier dichtbundels, onder meer:
  - Boergondische Suite
  - Gebinte van een naam,
- Essays en monografieën:
  - Poëzie en leven,
  - De gekleurde wereld,
  - André Demedts,
  - Die lezen mogen eenzaam wezen,
  - Anton van Wilderode,
  - Woorden om wakker te lezen,
  - De landheer van de stilte,
  - De geur van een sonate.

## Literaire prijzen
- de A. Merghelynckprijs van de KANTL (1979),
- de Prijs voor essay van de provincie Oost-Vlaanderen (1979),
- de Joris Eeckhoutprijs van de KANTL (1980),
- de prijs van de Scriptores Christiani (1986),
- de Prijs van de Vlaamse Poëziedagen (1987).

## Privé
Van de Perre trouwde in 1963 met Diane Daman en ze kregen drie kinderen.

## Voetnoot
1. ↑  https://kantl.be/over-kantl/organisatie/alle-leden/van-de-perre-rudolf.

- Bibsys: 90659253
- Bibliothèque nationale de France: cb12097474n (data)
- Digitale Bibliotheek voor de Nederlandse Letteren: perr002
- Gemeinsame Normdatei: 126819394
- International Standard Name Identifier: 0000 0001 0858 5726
- Library of Congress Control Number: n81027977
- Nederlandse Thesaurus van Auteursnamen: 068250347
- LIBRIS: 98790
- Système universitaire de documentation: 029324106
- Virtual International Authority File: 73881888
- WorldCat: E39PCjGTh6MvYbFBHTHPFCHFTd